# Black Forest Open 2006
Il Black Forest Open 2006 è stato un torneo di tennis facente parte della categoria ATP Challenger Series nell'ambito dell'ATP Challenger Series 2006. Il torneo si è giocato a Freudenstadt in Germania dal 28 agosto 2006 su campi in Terra rossa.

## Vincitori

### Singolare
Hugo Armando ha battuto in finale  Torsten Popp con il punteggio di 6–3, 3–6, 6–4

### Doppio
Tomas Behrend /  Dominik Meffert hanno battuto in finale  Alexandre Sidorenko /  Miša Zverev con il punteggio di 7–5, 7–6(5)